# 十氢异喹啉
十氢异喹啉（英文：Decahydroisoquinoline）是一种含氮的杂环化合物，化学式为C
9H
17N。它是异喹啉的饱和形式。
十氢异喹啉可以通过异喹啉或四氢异喹啉的氢化作用形成。

## 同分异构体
十氢异喹啉有四种立体异构体，其不同之处在于环融合处两个碳原子的构型：

## 发生
十氢异喹啉天然存在于一些生物碱中，包括在两栖动物皮肤中发现的gephyrotoxins和pumiliotoxin C。
多种药物在其结构中包含十氢异喹啉环系统，包括ciprefadol、dasolampanel、奈非那韦、沙奎那维和tezampanel。